# 다라이손 구덴 칸
다라이손 구덴 칸(몽골어:ᠳᠠᠷᠠᠶᠢᠰᠤᠩ ᠬᠦᠳᠡᠨ ᠬᠠᠭᠠᠨ, 打來孫 庫騰汗, Дарайсүн Гүдэн хаан, 1520년 혹은 1516년 ~ 1557년) 또는 다라이슨(達賚遜 혹은 達賚孫 ,Дарайсүн), 또는구덴 칸(庫騰汗 또는 庫登汗)은 몽골 제국과 북원의 대칸(재위: 1547년 ~ 1557년)이자 차하르부의 제2대 칸었다. 휘는 보르지긴 다라이손(한국 한자: 孛兒只斤 打來孫 패아지근 타래손)이었다. 존호 구덴 칸(Гүдэн хаан)은 좋은 칸, 엉덩이 칸이라는 뜻이다. 다얀 카안의 증손이고 보디 알라크 칸의 아들이다. 그의 재위기간 중 친척 투메드부의 알탄 칸의 도전을 받았다.
1547년 투메드부 알탄 칸의 침입을 피해서, 또는 동쪽으로 가라는 알탄 칸의 요구로 동쪽 요령성과 여진족과의 경계지로 이동했다. 대부분의 몽골 귀족은 여전히 대칸 다라이손을 카안(хаан), 지도자로 인정하였으나 그는 명목상 몽골의 대칸이었다. 다른 투멘에 대한 권한은 없고, 그의 권한과 영향력은 몽골 차하르부에 국한되었다. 1551년 투메드부 알탄 칸과 협상, 명목상의 전몽골의 대칸으로 선포되었다.
그의 통치기간 중 몽골 각 부의 족장들은 자신의 영지에서 칸을 자처하였고, 몽골은 사실상 각 부족이 자립, 분열되었다. 그는 명목상의 몽골 대칸으로 전락했다. 중국 문헌에는 達賚遜, 達來孫, 達賚孫, 他賚孫, 打來素 등으로 나타난다. 

## 생애

### 즉위 이전
다라이손은 1520년에 보디 알라크 칸의 아들로 태어났으며, 정확한 생일은 전하지 않는다. 1519년생 설도 있다. 몽골원류에는 그가 1544년에 즉위하였다 하며, 일설에는 1516년생 설이 있다. 그의 이름 다라이손은 몽골어로 순리를 따르다, 즉시, 순리에 맡기다는 뜻이다. 중국 한자 문헌에는 打來孫, 達賚遜, 達來孫, 達賚孫, 他賚孫, 打來素 등으로 나타난다. 그의 초기 삶과 행적에 대해서는 알려진 것이 없다. 
1547년 보디 알라크 칸이 죽자, 투메드부의 알탄 칸과 명나라군이 몽골 좌익의 3투멘을 공격, 태자인 다라이손은 세력을 이끌고 동쪽으로 쫓아냈다. 일설에는 투메드부 알탄 칸이 동쪽으로 가라고 위협, 강요했다는 설도 있다. 다라이손 태자는 차하르부와 할하부 일부를 이끌고 유목민 지대를 넘어 다싱안링산맥의 동쪽과 랴오허 강 상류 일대로 이동, 정착했다. 다라이손은 차하르에서 칸으로 즉위했다.
아버지 보디 알라그 칸의 재위기간 중 동부 몽골의 우리양카이 사람들은 여러 번의 반란을 일으켰으나 패배하고 흩어졌다. 몽골 우익의 사인 알락 지농의 세 아들이 몽골의 실력자로 부상했다. 그가 즉위할 무렵 몽골 카안의 권위는 약화되어 있었고, 명목상의 지도자에 불과한 존재가 되었다.

### 즉위
그의 아버지 보디 알라크 칸의 시대에 우리양카다이의 반란을 진압하지 못하고, 주변 다른 부족의 도움을 받아 겨우 진압했다. 이로써 대칸의 실제 통치권은 직할령인 차하르부에 국한되고 말았다. 그는 즉위 초 동부 몽골의 서부와 동부 두멘을 통합하려 시도했으나, 그의 영향력 있는 친척이자 남부 몽골의 투메드부의 칸인 알탄 칸의 영향력을 두려워하여 평화 공존 정책을 추구할 수밖에 없었다. 곧 알탄 칸은 다라이손 구덴 칸에게 동쪽으로 떠날 것을 강요했다.
그의 치세에 투메드부 알탄 칸이 대칸보다 세력이 강력하게 되었고, 투메드부 알탄은 그의 대칸의 권위를 무시했다. 알탄은 공공연히 대칸의 힘에 저항하고 대들었다. 1547년 투메드부 알탄 칸이 명나라 군대와 연합하여 그를 공격하여, 동쪽으로 달아나야 했다. 1548년 그는 어쩔수 없이 스리 강 유역에서 차하르부와 할하부의 5부족 중 일부를 이끌고 다싱안링산맥의 동쪽 요하의 상류 유목지로 이동하였다. 지린성의 쿠레 코슈 호 주변에서 구텐 칸으로 불리며, 조정을 설치하였다.
한때 그는 만주와 국경지대에 있는 몽골 동쪽 끝까지 세력이 줄어들기도 했다. 1549년 외할하부의 게레센제 잘라이르가 죽고 외할하부가 분열되었으나, 그는 이를 이용할 수 없었다.

### 협상과 영토 분할
1551년 투메드부의 알탄 칸과 평화 협상을 체결, 정식으로 칭기즈 칸의 묘에 참배하고, 대칸으로 즉위하여 형식적인 몽골의 대칸으로 추인되었다.
1551년 다라이손 구덴 칸은 알탄 칸에게 원나라 사도(司徒) 직책과, 게게엔 칸(格堅汗)이라는 직위를 주어 타협하였다. 결과적으로 다라이손 구덴 칸은 요동 혹은 만주 근처 차하르 동쪽, 여진족과의 국경지대에 그의 황궁을 건설, 이동하였다. 대칸의 권력은 쇠퇴하기 시작하였고, 다라이손의 통치기간 중 몽골의 각처에서는 보르지긴 부족장과 각 부족의 족장들이 자기 영지에서 스스로 칸을 자처하였다. 그러나 대부분의 몽골 귀족은 아직 대칸을 지도자로 인식하였다.
그는 동쪽 다싱안링산맥 주변 우량카이 3위의 영토 중 태녕위, 복여위와, 동쪽으로 이주 이전 구 차하르부의 영지는 아들 쿤도두랄 타이지에게 주고, 호오치드부(Хуучид)를 새로 창설하였다.
이후의 행적은 상세하게 전해지지 않는다. 1557년 다라이손 구덴 칸이 요하 근처에서 죽었다. 사망일자와 정확한 사망 원인은 알려진 것이 없다.

### 사후
점점 몽골 제국 대칸의 권위는 실추되었고, 외할하부는 외할하부대로 각자 칸을 자처하였다.
다라이손 구덴 칸의 정확한 사망지와 사망 원인에 대해서는 기록에 전하지 않는다. 몽골 제국 카안과 차하르부 칸은 아들 투멘 자사그트 칸이 계승하였다. 그의 몽골식 존호 구덴 칸으로, 구덴은 몽골어로 좋은이라는 뜻, 혹은 엉덩이를 뜻한다.

## 같이 보기
- 차하르부
- 알탄 칸

| 전임 보디 알라크 칸 | 제37대 몽골 제국 대칸 (명목상) 1547년 - 1557년 | 후임 투멘 자사그트 칸 |

| 전임 보디 알라크 칸 | 제22대 북원 황제 (명목상) 1547년 - 1557년 | 후임 투멘 자사그트 칸 |

| 전임 보디 알라크 칸 | 제2대 몽골 차하르부의 칸 1547년 - 1557년 | 후임 투멘 자사그트 칸 |

| 전임 보디 알라크 칸 | 전 몽골의 대칸 1547년 - 1551년 | 후임 (통일 대 몽골 울루스 해체) 남부 : 알탄 칸 북부와 동부 다라이손 구덴 칸 북서부:외할하부 자립 호오치드부 : 콘도두랄 타이지 |